# Фолтешть (комуна)
Фолтешть, Фолтешті (рум. Foltești) — комуна у повіті Галац в Румунії. До складу комуни входять такі села (дані про населення за 2002 рік):
- Стойкань (1042 особи)
- Фолтешть (2270 осіб) — адміністративний центр комуни

Комуна розташована на відстані 211 км на північний схід від Бухареста, 35 км на північ від Галаца.

## Населення
За даними перепису населення 2002 року у комуні проживали 3312 осіб. Усі жителі комуни рідною мовою назвали румунську.
Національний склад населення комуни:
| Національність | Кількість осіб | Відсоток |
| -------------- | -------------- | -------- |
| румуни         | 3277           | 98,9%    |
| цигани         | 35             | 1,1%     |

Склад населення комуни за віросповіданням:
| Релігія       | Кількість осіб | Відсоток |
| ------------- | -------------- | -------- |
| православні   | 3264           | 98,6%    |
| римо-католики | 45             | 1,4%     |
| п'ятдесятники | 1              | < 0,1%   |
| баптисти      | 1              | < 0,1%   |
| адвентисти    | 1              | < 0,1%   |